# Евърласт
Евърласт (на английски: Everlast), псевдоним на Ерик Шроди, е американски музикант, носител на наградата Грами и известен с преминаването през различни музикални стилове (рап и рок) в хода на кариерата си.

## История
До 1996 г. е фронтмен на рап-групата Хаус ъф Пейн. Печели наградата Грами през 2000 г., заедно с Карлос Сантана, в категорията „най-добра дуетна рок песен с вокал“, с парчето „Put Your Lights On“. Неговият най-голям хит е „What It's Like“ от албума Whitey Ford Sings the Blues. Последвалият сингъл „Ends“ също достига Топ 10 в рок-музикалните класации. През 1998 г. се радва на огромни продажби и добра оценка от критиката. „Whitey Ford Sings the Blues“ бележи първия солов проект на Everlast, след като напуска House of Pain и албумът е приветстван заради смесицата от римуван текст, на фона на рок и фолк мелодии.
Третият му солов албум „Eat at Whitey's“ (2000 г.) се проваля в продажбите в САЩ, но е посрещнат добре от критиците, особено от списанието Rolling Stone, което оценява албума между „добър“ и „страхотен“ и фокусира вниманието върху него, като най-значим „продукт“ за месеца. Излезлият през 2004 г. четвърти албум на Everlast „White Trash Beautiful“ не жъне комерсиален успех и оценките за него са смесени.
От 2006 Евърласт работи по страничния си проект – ъндърграунд рап групата Ла Кока Ностра, в която участват всички членове на Хаус ъф Пейн, поради което доста фенове възприемат групата като един вид реюниън на групата. Музикантът работи по бъдищия си солов албум Love, War and the Ghost of Whitey Ford, който се очаква да излезе в началото на 2008 година.

## Дискография
- 1990 – Forever Everlasting
- 1998 – Whitey Ford Sings the Blues
- 1998 – Today (EP)
- 2000 – Eat at Whitey's
- 2004 – White Trash Beautiful
- 2008 – Love, War and the Ghost of Whitey Ford
- 2011 – Songs of the Ungrateful Living
- 2013 – The Life Acoustic
- 2018 – Whitey Ford's House of Pain